# Seznam poslanců Moravského zemského sněmu (1878–1884)
Toto je seznam poslanců Moravského zemského sněmu ve volebním období 1878–1884.
| Jméno                                          | Kurie               | Volební obvod                                | Strana                   | Poznámka            |
| ---------------------------------------------- | ------------------- | -------------------------------------------- | ------------------------ | ------------------- |
| Aresin-Faton Josef Maria                       | velkostatkářská     | II. sbor                                     | ústavověrný velkostatek  |                     |
| Auspitz Rudolf                                 | měst                | Kyjov, Bučovice, Vyškov, Strážnice           | ústavověrný              |                     |
| Baillou Alfred                                 | velkostatkářská     | II. sbor                                     | ústavověrný velkostatek  |                     |
| Bauer František Saleský                        | virilista           | brněnský biskup                              |                          | Od r. 1882.         |
| Bauer Moriz                                    | obch. a živn. komor | brněnská komora                              | ústavověrný              |                     |
| Belcredi Egbert                                | venkovských obcí    | Brno, Ivančice                               | staročech                |                     |
| Belrupt-Tissac Jindřich                        | velkostatkářská     | II. sbor                                     |                          |                     |
| Benesch August                                 | měst                | Kroměříž                                     | ústavověrný              |                     |
| Böhm Paul                                      | měst                | Třebíč, Velké Meziříčí, Stonařov             | ústavověrný              |                     |
| Bochner Theodor                                | měst                | Brno (IV. okres)                             | ústavověrný              | Zemřel 15. 6. 1884. |
| Brix Ludwig                                    | měst                | Uh. Brod, Vizovice, Val. Klobouky            | ústavověrný              |                     |
| Czaderski Karel                                | velkostatkářská     | II. sbor                                     |                          |                     |
| Dubský z Třebomyslic Adolf                     | velkostatkářská     | II. sbor                                     |                          |                     |
| Dubský z Třebomyslic Quido                     | velkostatkářská     | II. sbor                                     |                          | Zvolen 2. 6. 1882.  |
| Eichhoff Josef von                             | velkostatkářská     | II. sbor                                     |                          |                     |
| d'Elvert Friedrich                             | velkostatkářská     | II. sbor                                     | ústavověrný velkostatkář |                     |
| d'Elvert Christian                             | měst                | Brno (II. okr.)                              | ústavověrný              | Zvolen 1. 9. 1881.  |
| Fanderlík Josef                                | měst                | Nové Město, Žďár nad Sázavou,                | staročech                |                     |
| Frantich Carl Alois                            | měst                | Hranice, Lipník, Potštát                     | ústavověrný              |                     |
| Frendl Karl                                    | měst                | Mor. Třebová, Svitavy, Březová               | ústavověrný              |                     |
| z Fürstenberka Bedřich                         | virilista           | olomoucký arcibiskup                         | konz. velkostatkář       |                     |
| Fürstenberg Arnošt Egon                        | velkostatkářská     | I. sbor                                      | konz. velkostatkář       |                     |
| Fux Johann                                     | měst                | Znojmo                                       | ústavověrný              | Zemřel 1882.        |
| Gomperz Julius                                 | obch. a živn. komor | brněnská komora                              | ústavověrný              |                     |
| Gromes Anton                                   | venkovských obcí    | Mor. Třebová, Svitavy, Jevíčko               | ústavověrný              |                     |
| Gudenau-Mirbach (Vorst) Ernst                  | velkostatkářská     | I. sbor                                      |                          |                     |
| Haase Johann                                   | měst                | Znojmo                                       | ústavověrný              | Zvolen 7. 9. 1882.  |
| Harasovský z Harasova Filip                    | velkostatkářská     | II. sbor                                     |                          |                     |
| Haupt z Buchenrode Leopold Alexandr            | velkostatkářská     | II. sbor                                     |                          |                     |
| Heidler Friedrich                              | venkovských obcí    | Dačice, Jemnice                              | ústavověrný              |                     |
| Helcelet Ctibor                                | venkovských obcí    | Vyškov, Bučovice, Slavkov                    | staročech                |                     |
| Hesse Karl                                     | venkovských obcí    | Šternberk, Rýmařov                           | ústavověrný              |                     |
| Hoppe Bedřich                                  | venkovských obcí    | Nové Město, Bystřice n. P., Žďár nad Sázavou | staročech                | Zemřel 1. 4. 1884.  |
| Hrůza Jan                                      | venkovských obcí    | Židlochovice, Klobouky                       | staročech                |                     |
| Hübner Viktor                                  | venkovských obcí    | Znojmo, Jaroslavice, Vranov n. D.            | ústavověrný              |                     |
| Chlumecký Johann von                           | velkostatkářská     | II. sbor                                     | ústavověrný velkostatkář |                     |
| Illek Moritz                                   | měst                | Uničov, Rýmařov                              | ústavověrný              |                     |
| Janků Bartoloměj                               | venkovských obcí    | Hustopeče, Břeclav                           | staročech                |                     |
| Januschka Josef                                | měst                | Boskovice, Jevíčko, Konice                   | ústavověrný              |                     |
| Jenison-Walworth Friedrich                     | velkostatkářská     | II. sbor                                     |                          |                     |
| Jestřábek Jan                                  | venkovských obcí    | Olomouc                                      | staročech                |                     |
| Kafka Josef                                    | měst                | Brno (I. okr.)                               | ústavověrný              |                     |
| Kálnoky z Köröspataku Béla                     | velkostatkářská     | II. sbor                                     |                          | Zemřel 19. 3. 1880. |
| Klein von Wiesenberg Franz II.                 | velkostatkářská     | II. sbor                                     |                          | Zemřel 8. 12. 1882. |
| Klein v. Wisenberg Hubert                      | velkostatkářská     | II. sbor                                     |                          | Zvolen 8. 7. 1879.  |
| Konárovský Josef                               | venkovských obcí    | Jihlava, Telč                                | staročech                |                     |
| Königsbrunn Artur                              | velkostatkářská     | I. sbor                                      | konz. velkostatkář       |                     |
| Kovářík Tomáš                                  | venkovských obcí    | Hranice, Libavá, Lipník, Dvorce              | staročech                | Zemřel 8. 10. 1881. |
| Kozánek Jan                                    | venkovských obcí    | Kroměříž, Přerov, Kojetín, Zdounky           | staročech                |                     |
| Kubala Ludvík                                  | venkovských obcí    | Mor. Ostrava, Místek, Frenštát               | staročech                | Zvolen 15. 5. 1880. |
| Kübeck z Kübau Maxmilián                       | velkostatkářská     | II. sbor                                     |                          |                     |
| Kusý Wolfgang                                  | venkovských obcí    | Přerov, Kojetín                              | staročech                |                     |
| Lebwohl Karl                                   | měst                | Mikulov                                      | ústavověrný              |                     |
| Lichtblau Hans                                 | měst                | Dvorce, Libavá, Mor. Beroun, Budišov         | ústavověrný              |                     |
| Lützow Carl                                    | velkostatkářská     | I. sbor                                      | Strana středu            |                     |
| Maneth Franz                                   | venkovských obcí    | Mohelnice, Zábřeh, Uničov                    | ústavověrný              |                     |
| Manner Hugo                                    | velkostatkářská     | II. sbor                                     |                          |                     |
| Mezník Antonín                                 | venkovských obcí    | Vel. Meziříčí, Třebíč, Jihlava               | staročech                |                     |
| Mikulaschek Karl                               | měst                | Šternberk                                    | ústavověrný              |                     |
| Mikyška Alois                                  | venkovských obcí    | Val. Meziříčí, Rožnov, Vsetín                | staročech                |                     |
| Mohrweiser Adam                                | velkostatkářská     | II. sbor                                     |                          | Zemřel 17. 5. 1879. |
| Moraw Johann Georg                             | venkovských obcí    | Nový Jičín, Fulnek, Příbor                   | ústavověrný              |                     |
| Nöttig Karl                                    | virilista           | brněnský biskup                              |                          | Do r. 1882.         |
| Orátor Jindřich                                | venkovských obcí    | Tišnov                                       | nez. český kandidát      |                     |
| Panowsky Karl                                  | měst                | Dačice, Telč, Slavonice, Jemnice             | ústavověrný              |                     |
| Peschke Ernst                                  | venkovských obcí    | moravské enklávy ve Slezsku                  | ústavověrný              |                     |
| Picchioni Angelo                               | velkostatkářská     | II. sbor                                     |                          |                     |
| Podivínský Tomáš                               | venkovských obcí    | Prostějov, Plumlov                           | staročech                |                     |
| Podstatzký-Liechtenstein Leopold Felix         | velkostatkářská     | I. sbor                                      |                          | Zvolen 5. 6. 1880.  |
| Poche-Lettmayer Eugen                          | velkostatkářská     | II. sbor                                     | ústavověrný velkostatkář |                     |
| Pražák Alois                                   | venkovských obcí    | Boskovice, Blansko, Kunštát                  | staročech                |                     |
| Preisenhammer Heinrich                         | měst                | Nový Jičín, Štramberk                        | ústavověrný              |                     |
| Preissig Franz                                 | měst                | Příbor, Fulnek, Frenštát                     | ústavověrný              |                     |
| Primavesi Moritz                               | obch. a živn. komor | olomoucká komora                             | ústavověrný              |                     |
| Promber Adolf                                  | měst                | Hodonín, Břeclav, Slavkov                    | ústavověrný              |                     |
| Proskowetz Emanuel von                         | obch. a živn. komor | olomoucká komora                             | ústavověrný              |                     |
| Protzkar Johann                                | měst                | Uh. Hradiště, Uh. Ostroh, Bzenec, Veselí     | ústavověrný              |                     |
| Richter Ferdinand                              | venkovských obcí    | Mor. Třebová, Svitavy, Jevíčko               | ústavověrný              | Zvolen 21. 8. 1881. |
| Ripka Adolf                                    | obch. a živn. komor | brněnská komora                              | ústavověrný              |                     |
| Ristl Josef                                    | venkovských obcí    | Mikulov, Mor. Krumlov                        | ústavověrný              |                     |
| Salm-Reifferscheidt-Raitz Hugo Karel František | velkostatkářská     | II. sbor                                     | ústavověrný velkostatkář |                     |
| Serényi Alois                                  | velkostatkářská     | I. sbor                                      |                          |                     |
| Schindler Josef                                | venkovských obcí    | Hranice, Libavá, Lipník, Dvorce              | staročech                | Zvolen 31. 5. 1882. |
| Schmidt Anton                                  | obch. a živn. komor | olomoucká komora                             | ústavověrný              |                     |
| Skene Alfred II.                               | velkostatkářská     | I. sbor                                      |                          | Zvolen 26. 9. 1883. |
| Skopalík František                             | venkovských obcí    | Holešov, Bystřice p. H., Napajedla           | staročech                |                     |
| Spiegel-Diesenberg Ferdinand August            | velkostatkářská     | I. sbor                                      | konz. velkostatkář       | Zvolen 26. 9. 1883. |
| Steinbrecher Bruno                             | měst                | Mohelnice, Loštice, Litovel, Huzová          | ústavověrný              |                     |
| Stockau Friedrich                              | velkostatkářská     | II. sbor                                     |                          | Zvolen 5. 6. 1880.  |
| Strass Karl van der                            | měst                | Brno (II. okr.)                              | ústavověrný              | Zemřel 29. 5. 1880. |
| Sturm Eduard                                   | měst                | Jihlava                                      | ústavověrný              |                     |
| Šimbera Tomáš                                  | venkovských obcí    | Mor. Budějovice, Hrotovice, Náměšť           | staročech                |                     |
| Šrom František Alois                           | venkovských obcí    | Uh. Brod, Vizovice, Val. Klobouky, Zlín      | staročech                |                     |
| Tersch Emil                                    | velkostatkářská     | II. sbor                                     |                          |                     |
| Tersch Friedrich                               | měst                | Šumperk, Staré Město, Zábřeh, Šilperk        | ústavověrný              |                     |
| Teuber Josef                                   | velkostatkářská     | II. sbor                                     |                          | Zemřel 1. 8. 1881.  |
| Teuber Vilém                                   | velkostatkářská     | II. sbor                                     |                          | Zvolen 23. 9. 1881. |
| Thonet August                                  | měst                | Holešov, Vsetín, Val. Meziříčí, Zlín         | ústavověrný              |                     |
| Trieschet Albert                               | měst                | Prostějov, Německý Brodek                    | konzervativec            |                     |
| Tuček Josef                                    | venkovských obcí    | Jihlava, Telč                                | staročech                | Zvolen 26. 9. 1881. |
| Türkheim-Geislern Ludvík                       | velkostatkářská     | II. sbor                                     | ústavověrný velkostatkář |                     |
| Ulrich Eduard                                  | velkostatkářská     | II. sbor                                     |                          | Zemřel 4. 10. 1881. |
| Veith Josef                                    | venkovských obcí    | Šumperk, Vízenberk, Staré Město, Štíty       | ústavověrný              |                     |
| Vetter Felix                                   | velkostatkářská     | I. sbor                                      | Strana středu            | Zvolen 26. 9. 1883. |
| Vítek Jan                                      | venkovských obcí    | Uh. Hradiště, Uh. Ostroh, Strážnice          | ústavověrný              |                     |
| Vodička František                              | venkovských obcí    | Litovel, Konice                              | staročech                | Zemřel 20. 7. 1884. |
| Vondráček Ignát                                | venkovských obcí    | Místek, Mor. Ostrava, Frenštát               | staročech                |                     |
| Weber František                                | venkovských obcí    | Kyjov, Hodonín, Ždánice                      | staročech                |                     |
| Weeber August                                  | měst                | Olomouc                                      | ústavověrný              |                     |
| Wenk Karl                                      | měst                | Ivančice, Mor. Budějovice, Pohořelice        | ústavověrný              |                     |
| Wenzliczke August                              | venkovských obcí    | Brno                                         | ústavověrný              |                     |
| Widmann Adalbert                               | velkostatkářská     | II. sbor                                     |                          |                     |
| Widmann-Sedlnitzky Victor                      | velkostatkářská     | II. sbor                                     |                          |                     |
| Wurm Ignát                                     | měst                | Přerov, Kojetín, Tovačov, Hulín              |                          |                     |
| Zwierzina Eduard                               | měst                | Mor. Ostrava, Místek, Brušperk               | ústavověrný              |                     |